# Arrest Nationaal Grondbezit/Kamphuis
Het arrest Nationaal Grondbezit/Kamphuis (HR 8 juni 1973, NJ 1974/346) is een arrest van de Nederlandse Hoge Raad dat betrekking heeft op eigendomsvoorbehoud en levering c.p. (constitutum possessorium).

## Samenvatting
Aannemer Kerstens gaat in 1970 tijdens de uitvoering van een werk failliet en heeft de bouwplaats verlaten. Leverancier en aanbesteder betwisten elkaar de eigendom van bouwstoffen die op de bouwplaats zijn achtergebleven.
- De leverancier heeft krachtens algemene voorwaarden geleverd onder eigendomsvoorbehoud.
- De aanbesteder pretendeert eigendom op grond van algemene voorwaarden krachtens welke de aannemer ontvangen bouwmaterialen onmiddellijk doorlevert aan de aanbesteder.

De Hoge Raad geeft een antwoord:
- De houder voor een ander, kan niet aan een derde bezit verschaffen wanneer hij de zaak onder zich houdt.
- Er ontstaat een andere situatie, als de aannemer (houder voor de leverancier) de bouwplaats voortijdig verlaten heeft en de aanbesteder de bouwplaats heeft overgenomen.

## Casus
Kamphuis (leverancier) heeft bouwmaterialen, stenen en klinkers in Malden op de bouwplaats van aannemer Kerstens afgeleverd. De aannemer gaat in 1970 tijdens de uitvoering van het werk failliet en heeft de bouwplaats verlaten. Nationaal Grondbezit (aanbesteder) heeft de voltooiing van het werk aan een ander opgedragen. Toen de aannemer de bouwplaats verliet, waren er (onverwerkte) bouwstoffen op de bouwplaats aanwezig, waarvoor de leverancier nog niet was betaald. De leverancier stelt daarvan eigenaar te zijn, omdat de bouwmaterialen krachtens algemene voorwaarden aan de aannemer waren geleverd onder eigendomsvoorbehoud.

[1]
Tot aan de volledige betaling der goederen blijft verkoper eigenaar daarvan, voor zover zij niet zijn verwerkt of aan derden doorgeleverd.

[2]
Koper is voor betaling niet bevoegd de goederen aan derden te verpanden of de eigendom daarvan over te dragen dan overeenkomstig zijn normale bedrijf of de normale bestemming der goederen. Bij overtreding hiervan wordt de koopprijs terstond ten volle opeisbaar.

De aanbesteder stelt dat hij eigenaar is van dezelfde bouwstoffen op grond van algemene voorwaarden:

Algemene voorschriften voor de uitvoering en het onderhoud van werken. (...) Paragraaf 43:

[1]
Alle op of bij het werk op het Rijksterrein aangevoerde bouwstoffen en daaruit vervaardigde voorwerpen worden, zodra zij zijn goedgekeurd, eigendom van het Rijk, zonder dat het Rijk uit enigen hoofde voor de betaling dier bouwstoffen aan de leveranciers aansprakelijk is.

[2]
De aannemer wordt geacht zich te verbinden alle bouwstoffen van de leveranciers te hebben gekocht onder de uitdrukkelijke voorwaarde, dat deze afstand hebben gedaan van alle aanspraken die zij in voorkomende gevallen daarop zouden kunnen doen gelden, en verklaren, dat zij de in het eerste lid bedoelde bouwstoffen, zodra zij zijn goedgekeurd, als eigendom van het Rijk beschouwen.

## Rechtsvraag

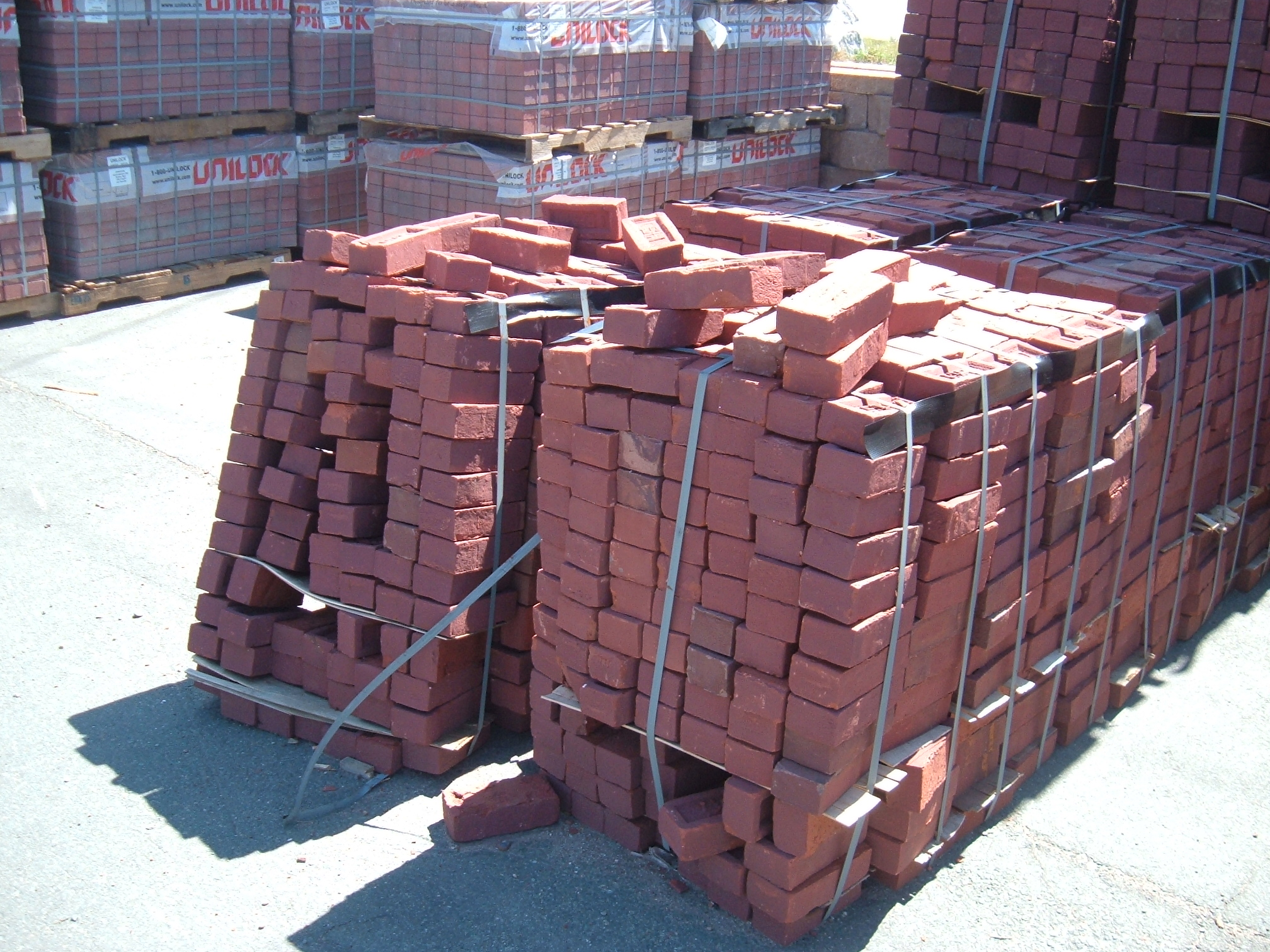
Stapels stenen

Door levering onder eigendomsvoorbehoud is de aannemer voor de leverancier houder van onverwerkte bouwstoffen.
- Is levering c.p. door een houder mogelijk? Kan de aannemer de onverwerkte bouwstoffen leveren aan de aanbesteder middels constitutum possessorium? (Nee.)
- Wie is eigenaar van de onverwerkte bouwstoffen die de failliete aannemer op de bouwplaats achter heeft gelaten?
  - de leverancier krachtens eigendomsvoorbehoud?
  - de aanbesteder (onder meer) krachtens diens algemene voorwaarden?

## Procesgang
De leverancier vordert betaling van de koopprijs van de stenen en klinkers ad f 24.180 door de aanbesteder. Bij prorogatie is het geschil aan het hof voorgelegd. Het hof heeft de vordering van de leverancier toegewezen. Dit arrest is in cassatie vernietigd, terwijl het geding is doorverwezen naar een ander hof voor verdere behandeling.

### Hof
Het hof beslist dat levering c.p. door een houder niet mogelijk is, dus niet heeft plaatsgevonden.
Het hof overwoog (r.o. 9):

dat toch – wat er zij van de verplichting die Kerstens tegenover [Nationaal] Grondbezit op zich genomen heeft – hij de litigeuze stenen en klinkers van Kamphuis onder eigendomsvoorbehoud door deze heeft gekocht, en hij dus van de op het werk aangevoerde stenen en klinkers wel houder (voor Kamphuis) maar geen bezitter is geworden, en hij deze stenen en klinkers, toen deze door Grondbezit waren goedgekeurd, dan ook niet constituto possessorio aan deze kon leveren, daar hij zich niet door de enkele overeenkomst met Grondbezit omtrent deze bouwmaterialen tot houder kon maken en aan Kamphuis het bezit daaraan ontnemen, hebbende die levering derhalve niet plaatsgevonden;

### Hoge Raad

#### Eerste middel
Ook de Hoge Raad beslist dat levering c.p. door een houder niet mogelijk is. Wie houder is voor een ander kan zich niet tot houder voor een derde maken. De Hoge Raad overwoog:

[dat] evenals volgens art. 592 BW degene die voor een ander houdt niet door een enkele wilsverandering zichzelf tot bezitter kan maken, zodanige houder evenmin buiten de bezitter om zichzelf tot houder van die derde kan maken en daarmede aan degene voor wie hij hield, het bezit kan ontnemen;

#### Tweede middel
De situatie ligt anders als de aannemer de bouwplaats voortijdig heeft verlaten. De Hoge Raad overwoog:

dat in een situatie als de onderhavige, waarin de aannemer de bouwplaats heeft verlaten, deze is overgenomen door de aanbesteder en zich op die bouwplaats bevindende voordien aangevoerde en (...) goedgekeurde bouwstoffen, de aanbesteder geacht moet worden door overgave het bezit van die bouwstoffen te hebben verkregen, tenzij bedoelde overname zou zijn geschied tegen de aan de aanbesteder kenbaar gemaakt wil van de aannemer; (...); 

dat mitsdien moet worden aangenomen dat Kerstens alsnog aan Grondbezit het bezit der litigeuze bouwstoffen heeft verschaft;

#### Derde middel
Het derde middel betreft een subsidiair verweer van de aanbesteder, waar het hof stilzwijgend aan voorbij is gegaan, dus ook geen beslissing op heeft gegeven.

## Tot besluit
- De Hoge Raad bevestigt de hoofdregel zoals deze reeds in het Picus-arrest (1961) naar voren kwam: Levering c.p. door een houder is niet mogelijk.
- Deze regel is intussen gecodificeerd in art. 3:111 BW.
- Dit kan anders zijn als een (failliete) aannemer de bouwplaats voortijdig heeft verlaten onder achterlating van onverwerkte bouwstoffen. Nu komt de Hoge Raad tot een andere resultaat dan in het Picus-arrest.
- Wat betreft bezitsverschaffing benadrukt de annotator dat hiervoor ten minste twee eenzijdige rechtshandelingen (aanbod en acceptatie) nodig zijn, in casu (1) het voornemen tot levering c.p. zoals in de onderhavige aanbestedingsvoorwaarden, (2) het goedkeuren door de aanbesteder van de bouwstoffen en (3) bezitsverschaffing door overname van de bouwplaats.